# Râul Valea Glodului, Mara
Râul Valea Glodului este un afluent al râului Mara.

## Hărți
- Harta județului Maramureș
- Harta Munții Gutâi  Arhivat în 4 martie 2016, la Wayback Machine.